# Penelopides
Penelopides és un gènere d'ocells de la família dels buceròtids (Bucerotidae). Aquests calaus habiten la selva humida de les Filipines.

## Llista d'espècies
Aquest gènere conté 4 espècies:
- calau de Mindanao (Penelopides affinis).
- calau de Luzon (Penelopides manillae).
- calau de Mindoro (Penelopides mindorensis).
- calau de les Visayas (Penelopides panini).